# Levon Aronian
Levon Aronian, född 8 oktober 1982, är en armenisk stormästare i schack.
Bland hans schackliga meriter finns en seger i junior-VM 2002, samt seger i Linares-turneringen 2006 och delad seger i högsta gruppen i Wijk aan See 2007. Efter att ha slagit ut Magnus Carlsen i en dramatisk kvalmatch, deltog Aronian i VM-turneringen 2007 i Mexico City. Där gick det dock inte lika bra: han erövrade 6 poäng av 14 möjliga, och hamnade på plats 7 av 8.
Aronian vann FIDE Grand Prix 2008-2010, vilket kvalificerade honom till 2011 års kanditatturnéring till VW 2012. Där slogs han emellertid ut av Alexander Grischuk. Han är även vinnare av Norway Chess 2017.
Han är även en mycket duktig snabbschackspelare, samt inofficiell världsmästare i Fischer random.
Levon Aronian vann 2015 och 2018 Sinquefield Cup.